# Antoine de Narbonne
Antoine de Narbonne, mort en octobre 1542, est un prélat français du XVIe siècle, évêque de Sisteron puis de Mâcon.

## Biographie
Il est le fils de Guérin, seigneur de Salelles, et de Marguerite de Miremont.
Antoine de Narbonne devient cellérier de l'abbaye d'Aniane en 1513 et abbé le 16 juin 1516 sur la démission de son oncle. En vertu du concordat signé avec Léon X, François Ier le nomme en 1531, à l'évêché de Sisteron.
Les deux chapitres cathédraux croient pouvoir user de leur droit d'élection, comme lors de la précédente vacance du siège et nomment à l'unanimité un d'entre eux, Chérubin d'Orsière, aumônier de la reine. Le roi François Ier fait aussitôt valoir droits que lui donne le concordat. Il annule l'élection et appelle au siège épiscopal de Sisteron, Antoine de Narbonne. Chérubin d'Orsière devient en 1536, évêque de Digne.
Le nouvel évêque ne réside que rarement dans son diocèse, retenu sans doute auprès des grands par d'autres fonctions. En 1532, il nomme son vicaire-général, Gérard de Genevrières, moine d'Aniane en Languedoc. Antoine de Narbonne était aussi vicaire général de Jean, cardinal de Lorraine, qui est archevêque de Narbonne et de Reims, évêque de Metz, de Toul, de Verdun et de Thérouanne, et possède en outre l'abbaye de Cluny et de Fécamp.
En 1539, il est transféré à l'évêché de Mâcon et Antoine de Narbonne prend possession de ce nouveau siège en 1541.